# Atef Ebeid
Atef Muhammad Ebeid (14 tháng 4 năm 1932 – 12 tháng 9 năm 2014)là một chính trị gia người Ai Cập đã từng đảm nhận nhiều chức vụ trong chính phủ Ai Cập. Ông là thủ tướng Ai Cập từ năm 1999 đến năm 2004.
Ebeid sinh ra ở Tanta, Gharbiya, vào ngày 14 tháng 4 năm 1932. Ông tốt nghiệp Đại học Cairo năm 1955 và nhận bằng tiến sĩ của Đại học Illinois tại Urbana-Champaign năm 1962. Ông mất ngày 12 tháng 9 năm 2014, hưởng thọ 82 tuổi.